# Tannsjön, Småland
Tannsjön är en sjö i Gislaveds kommun och Hylte kommun i Småland och ingår i Nissans huvudavrinningsområde. Sjön är 8,3 meter djup, har en yta på 1,07 kvadratkilometer och befinner sig 184 meter över havet. Sjön avvattnas av vattendraget Färgån (Gussboån). Vid provfiske har abborre, gädda och mört fångats i sjön.

## Delavrinningsområde
Tannsjön ingår i det delavrinningsområde (632847-136635) som SMHI kallar för Utloppet av Tannsjön. Medelhöjden är 189 meter över havet och ytan är 4,98 kvadratkilometer. Det finns inga avrinningsområden uppströms utan avrinningsområdet är högsta punkten. Färgån (Gussboån) som avvattnar avrinningsområdet har biflödesordning 2, vilket innebär att vattnet flödar genom totalt 2 vattendrag innan det når havet efter 88 kilometer. Avrinningsområdet består mestadels av skog (74 %). Avrinningsområdet har 1,07 kvadratkilometer vattenytor vilket ger det en sjöprocent på 21,5 %.